# Iwan II. (Russland)

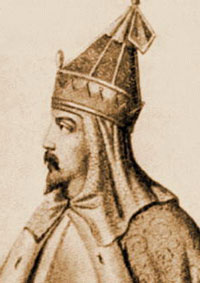
Iwan II. von Russland

Iwan II. Iwanowitsch (* 30. März 1326; † 13. November 1359) aus dem Geschlecht der Rurikiden war ab 1353 Großfürst von Wladimir-Moskau. Er war ein Sohn Iwan Kalitas. Seine Zeitgenossen gaben ihm den Beinamen „der Sanfte“.
Nachdem sein Bruder und Vorgänger Simeon Iwanowitsch und dessen Söhne an der Pest gestorben waren, übernahm Iwan II. die Herrschaft in Moskau. Vom Großkhan in Sarai wurde ihm die Großfürstenwürde zuerkannt. Damit setzte er sich gegen seinen innerrussischen Konkurrenten Konstantin von Susdal durch, der insbesondere von der Republik Nowgorod unterstützt worden war.
Oleg Iwanowitsch (1340–1402) von Rjasan führte einen Feldzug gegen den noch in der Horde weilenden Iwan. Er schlug die Truppen Moskaus und nahm den Großfürsten gefangen. Oleg misshandelte Iwan II. körperlich und ließ ihn erst nach einer Lösegeldzahlung frei. Seine Regierung blieb schwach. Die innerrussischen Unruhen nahmen zu und Litauen expandierte zu seiner Regierungszeit weit nach Osten und nahm selbst Kiew ein. Nach einer kurzen Regierungszeit von sechs Jahren fiel die Herrschaft Moskaus Iwans minderjährigem Sohn Dmitri Donskoi zu. Der Großfürstentitel ging aber für kurze Zeit aufgrund der Minderjährigkeit Dmitri Donskois an Moskaus Rivalen, Dmitri von Susdal.
Er war zweimal verheiratet und hatte von seiner letzten Frau zwei Söhne, Dmitri und Johann, sowie zwei Töchter.
Sein Grab befindet sich in der Erzengel-Michael-Kathedrale.
| Vorgänger          | Amt                                     | Nachfolger        |
| ------------------ | --------------------------------------- | ----------------- |
| Simeon Iwanowitsch | Großfürst von Wladimir-Moskau 1353–1359 | Dmitri I. Donskoi |

| Personendaten    | Personendaten                               |
| ---------------- | ------------------------------------------- |
| NAME             | Iwan II.                                    |
| ALTERNATIVNAMEN  | Iwan II. Iwanowitsch (vollständiger Name)   |
| KURZBESCHREIBUNG | Fürst von Moskau und Großfürst von Wladimir |
| GEBURTSDATUM     | 30. März 1326                               |
| STERBEDATUM      | 13. November 1359                           |